# Goethestraße 56 (Magdeburg)

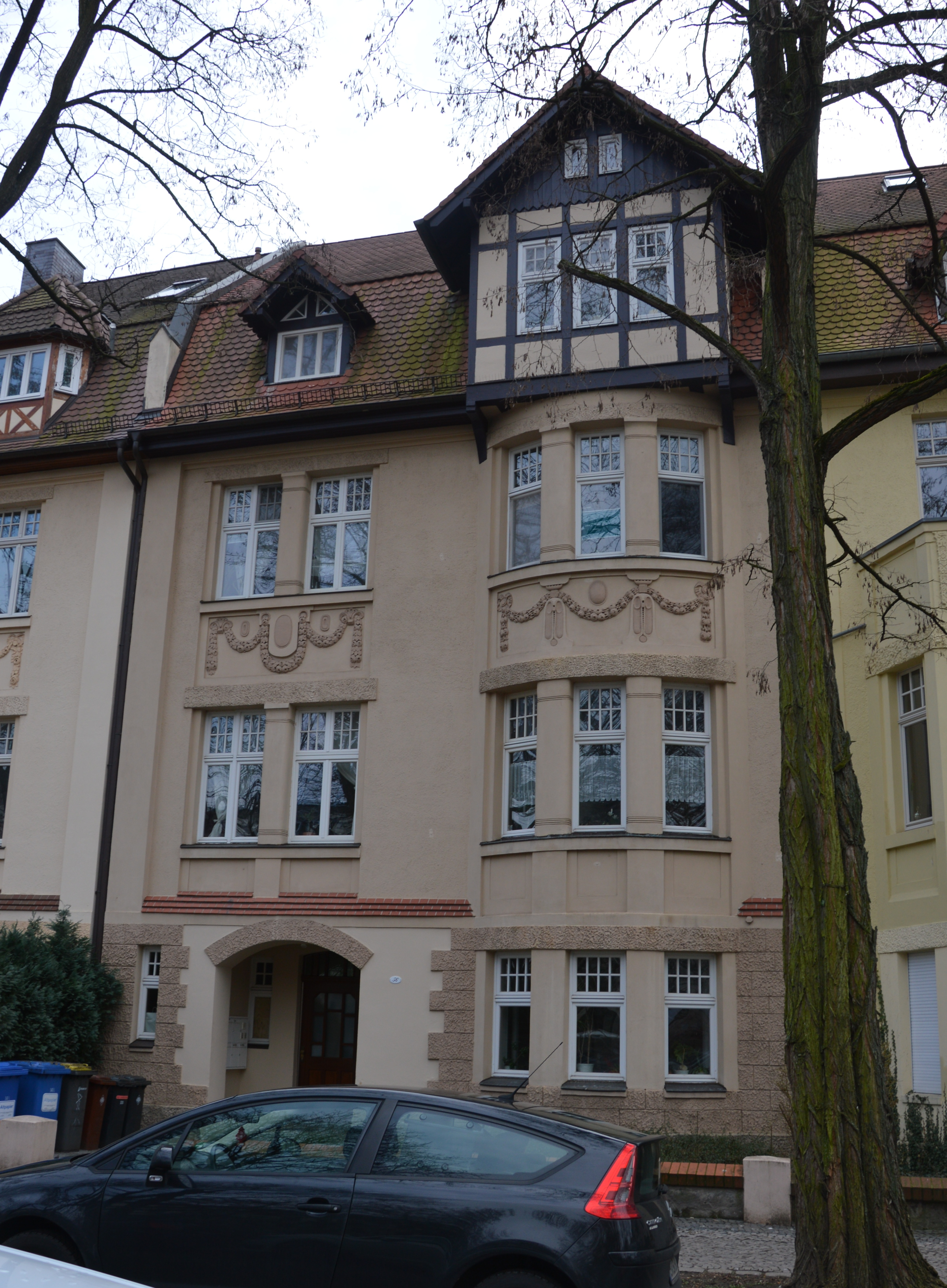
Goethestraße 56

Das Gebäude Goethestraße 56 ist ein denkmalgeschütztes Wohnhaus in Magdeburg in Sachsen-Anhalt.

## Lage
Es befindet sich auf der Südseite der Goethestraße im Magdeburger Stadtteil Stadtfeld Ost. Westlich grenzt das gleichfalls denkmalgeschützte Haus Goethestraße 55, östlich das Gebäude 57 an.

## Architektur und Geschichte
Der zweieinhalbgeschossige Bau wurde im Jahr 1909 vom Architekten Peter Schneider errichtet. Bauherr des im Jugendstil gestalteten Hauses war der Maurermeister Reinhold Radisch. Vor die Westhälfte der Fassade ist ein segmentbogiger Erker vorgesetzt. Er verfügt über eingestellte Pilaster. Oberhalb des Erkers befindet sich ein mit Zierfachwerk versehenes Zwerchhaus. Die Fassade des Gebäudes ist zurückhaltend mit einem Girlandendekor in Formen des späten Jugendstils verziert. Bedeckt ist das Haus mit einem Mansarddach.
Im örtlichen Denkmalverzeichnis ist das Wohnhaus unter der Erfassungsnummer 094 76700 als Baudenkmal verzeichnet.
Das Haus gehört gemeinsam mit den benachbarten Häusern Goethestraße 55, 57 und 58 zu einer weitgehend geschlossen erhaltenen Häuserzeile nahe dem östlichen Ende der Goethestraße.